# 哈洛 (北達科他州)
哈洛（英語：Harlow）是位於美國北達科他州本森縣的非建制地區。

## 歷史
哈洛的郵局於1914年設立，其後於1978年停運。

## 地理
哈洛所處的海拔為高於海平面501米（即1644英呎），而該地所採用的時區為UTC-6，即北美中部时区（CST）。同時該地設有夏令時間，為UTC-6調快一小時，即UTC-5（CDT）。